# Jennifer Westfeldt
Jennifer Westfeldt (Connecticut, 2 de fevereiro de 1970) é uma atriz, cantora e escritora estadunidense. Jennifer  nasceu e cresceu em Connecticut e foi educada em Yale, durante sua estada na universidade participou de um grupo musical chamado Redhot & Blue.
Ela é conhecida principalmente por produzir, co-escrever (com Heather Juergensen) e estrelar o famoso filme independente Kissing Jessica Stein. Ela também estrelou a peça Wonderful Town na Broadway, pela qual foi indicada ao prêmio Toni em 2004, e participou da famosa série Two Guys and a Girl, como Melissa durante a 1ª temporada do seriado.

## Filmografia

### Televisão
- 2019 - 2020 this is us - Claire (mãe da Sophie)
- 2009 24 como Meredith Reed
- 2008 Notes from the Underbelly como Lauren
- 2007 Wainy Days como Nora
- 2005 Numb3rs como Karen
- 2003 Untitled New York Pilot como Catherine
- 2003 Hack como Emily Carson
- 2001 The Gene Pool como Jane Anderson
- 2000 Judging Amy como Leisha Elden
- 1999 Snoops como Irene
- 1998 Holding the Baby como Kelly O'Malley
- 1998 Two Guys and a Girl como Melissa

### Cinema
- 2006 Ira and Abby como Abby Willoughby
- 2005 Keep Your Distance como Melody Carpenter
- 2004 50 Ways to Leave Your Love como Valerie
- 2001 Kissing Jessica Stein  -Beijando Jessica Stein-  como Jessica Stein
- 2009 Before You Say 'i Do'  -Tudo pode Mudar-  como Jane
- 2012 Friends With Kids  Julie